# 筋少の大水銀
『筋少の大水銀』（きんしょうのだいすいぎん）は、筋肉少女帯のベストアルバム。

## 概要
筋肉少女帯のメジャー1枚目のシングル「釈迦」から8枚目のシングル「君よ!俺で変われ!」までの収録曲を網羅したアルバム。
10万枚完全限定生産。

## 収録曲
△…アルバム初収録曲、またはバージョン。 ◇…未発表曲、またはバージョン。

### DISC1
1. 元祖高木ブー伝説
2. 星の夜のボート
3. サボテンとバントライン
4. 釈迦（ライブバージョン）△
5. 踊るダメ人間
6. 風車男ルリヲ（ライブバージョン）△
7. 氷の世界△
8. 戦え!何を!?人生を!
9. バトル野郎 〜百万人の兄貴〜△
10. じーさんはいい塩梅
11. 暴いておやりよドルバッキー△
12. 死んでいく牛はモー△
13. 君よ!俺で変われ!
14. ゴーゴー蟲娘△

### DISC2
1. 釈迦（シングルバージョン）△
2. 高木ブー大伝説◇
「高木ブー伝説」の、アルバム「仏陀L」収録予定だったバージョンを改題して収録。
3. 遺言動物ドルバッキー◇ 
「暴いておやりよドルバッキー」の原型バージョン。